# Братья Бандиера
Аттилио и Эмилио Бандиера (итал. Attilio Bandiéra, итал. Emilio Bandiéra) — два брата-итальянца, борцы за освобождение Италии от австрийского ига. Участники Рисорджименто. Известны попыткой организовать революцию в Неаполе.

## Биография
Аттилио Бандиера родился в Венеции 24 мая 1811 года, его брат Эмилио Бандиера — там же 20 июня 1819 года.
Представители известной венецианской фамилии. Сыновья барона Франца фон Бандиера, контр-адмирала императорского военно-морского флота Австрийской империи. Франц фон Бандиера, ярый приверженец Австрии, возбудил к себе общую ненависть арестом беглецов из Анконы после волнений 1831 года.
Оба его сына, также служили мичманами на австрийской морской службе. В молодости приобщились к идеям объединения Италии, с 1842 года переписывались с Джузеппе Мадзини и другими членами революционного тайного общества Молодая Италия.
Стали пламенными приверженцами свободной и единой Итальянской республики. В 1843 году считали страну созревшей для насильственного переворота, так как в этом году возникло много различных заговоров, были предприняты безуспешные попытки национальных восстаний. Братья Бандиера занимались пропагандой среди итальянцев-офицеров и военнослужащих австрийского флота. Планировали захватить военный корабль для бомбардировки города Мессины, чем спровоцировать восстание.
Успев навлечь на себя подозрения полиции, они в марте 1844 года, будучи преданными провокаторами, вынуждены были бежать на остров Корфу.
Их бегство возбудило опасения при дворах Неаполя и Вены, которые боялись заразительности примера. Тогда неаполитанская полиция пошла на дезинформацию: беглецам систематически сообщались ложные известия о положении дел в Калабрии, прямо было сообщено, что на их родине революция в полном разгаре, и юноши, не долго думая, с 20 товарищами отправились в Италию и высадились 16 июня 1844 года близ устья реки Нето в Калабрии в полной уверенности, что если и несправедливы слухи о вспыхнувшей уже революции, то достаточно будет их появления, чтобы её вызвать. Но на месте высадки их уже ждали агенты неаполитанского правительства; один из их спутников, Боккечиампе, выдал их. После тщетного сопротивления отряду полиции, значительно превосходившему их численностью, почти все они были схвачены.
25 июля 1844 года братья Аттилио и Эмилио вместе с семью их единомышленниками были расстреляны на площади в Козенце. Умерли под возгласы «Viva l’Italia!».
Останки братьев Бандиера были перевезены в Венецию в июне 1867 года после освобождения этого города в результате Австро-прусско-итальянской войны. Братья похоронены в церкви Санти-Джованни-э-Паоло (Венеция).
Год спустя остальные их спутники были помилованы.